# Saint-Michel-Tubœuf
Saint-Michel-Tubœuf là một xã ở tỉnh Orne Hauts-de-France tây bắc nước Pháp. Xã Saint-Michel-Tubœuf nằm ở khu vực có độ cao trung bình 230 mét trên mực nước biển.